# 七条城
七条城（しちじょうじょう）は、徳島県板野郡上板町七條にあった日本の城。

## 歴史
勝瑞城の西の守りを固める支城だった。天正10年 (1582年)、長宗我部元親の侵攻による中富川の戦いで、城主・七条兼仲が戦死し、勝瑞城と共に落城した。
現在、城の主要部分は、宮川内谷川の川底となっているとみられる。堤防の南側に古い石垣と井戸が残っており、地元の伝承では古城の遺跡だとされている。
かつては、城跡から数十メートル南方に七条兼仲を祭る若宮神社があったが、1912年（大正元年）松島神社に合祀された。神社取り壊しの際に、「兼仲祖父 七条孫大夫隼人介 永正十六年（1519年）卒…」と書かれた墓石が発掘された。
1974年（昭和49年）、上板町指定文化財に指定され、北岸堤防外側に城跡を示す碑が建てられた。